# Montenegro i Eurovision Song Contest 2016

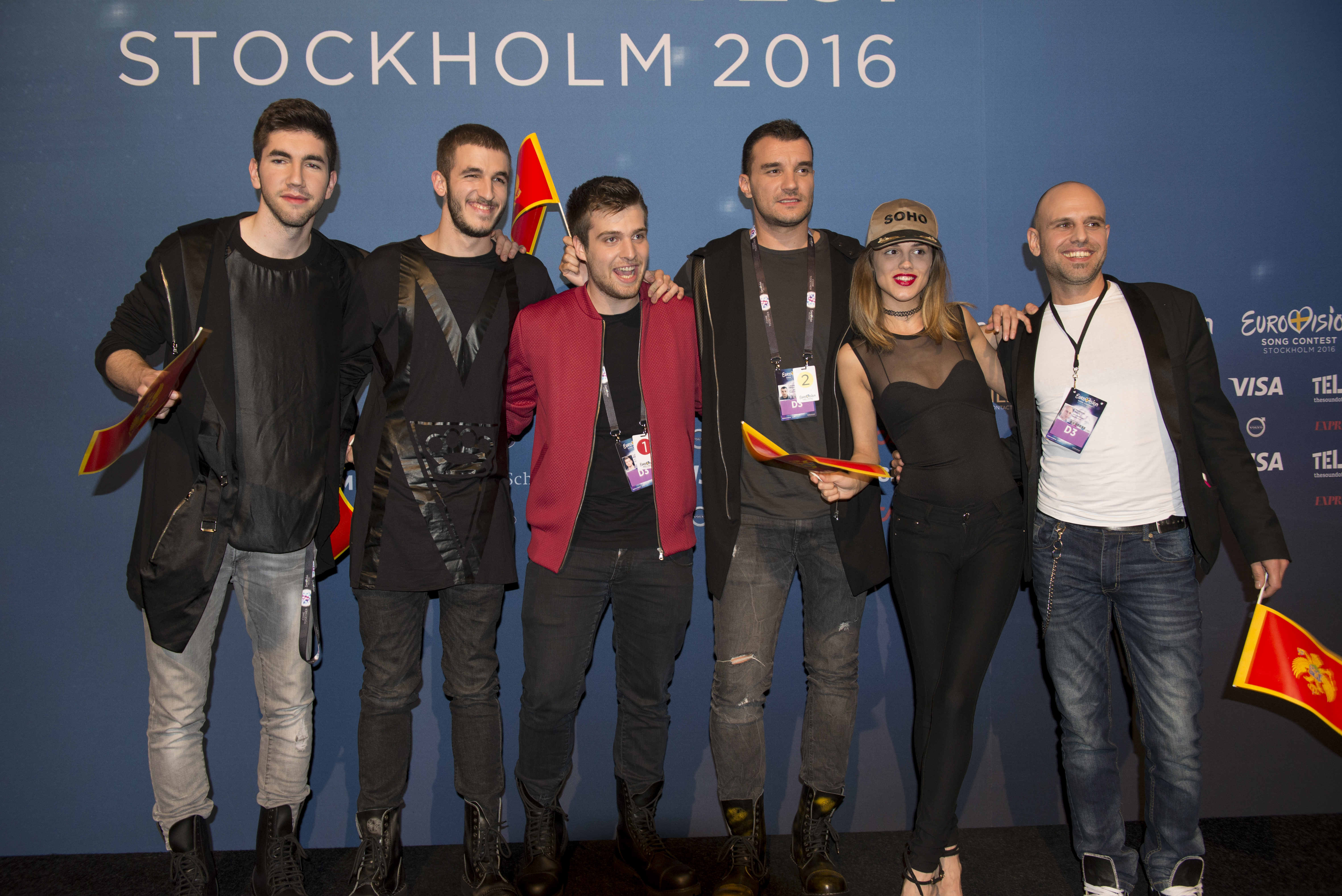
Highway på Meet & Greet under Eurovision Song Contest 2016 i Stockholm

Montenegro deltog i Eurovision Song Contest 2016. Highway med låten "The Real Thing", som internt valts av det montenegrinska TV-bolaget Radio Televizija Crne Gore (RTCG) i oktober 2015, representerade nationen i Stockholm i Sverige.

## Bakgrund
Montenegros nationella TV-bolag, Radio i Televizija Crne Gore (RTCG) meddelade efter finalen 2015 att Montenegros deltagande 2016 var "tveksamt" på grund av att det montenegrinska juryresultatet diskvalificerades av European Broadcasting Union (EBU) under tävlingens final då endast jurypoäng användes. Men den 1 oktober 2015 bekräftade RTCG att Montenegro kommer att delta i Eurovision Song Contest 2016.

## Internvalet
Den 2 oktober 2015 meddelade RTCG att bandet Highway kommer att representera Montenegro i Stockholm. Vid tiden för deras val, var bandet en trio bestående av sångaren Petar Tosic och gitarristerna och sångarna Marko Pesic och Luka Vojvodic. Highway fick sitt genombrott i Montenegro i samband med sitt deltagande i den andra säsongen av Montenegros version av sångtävlingen The X Factor Adria, där de kom på fjärde plats. Valet av bidraget avgjordes av en urvalsjury som bestod medlemmar i RTCG:. textförfattaren Dragan Tripković, Radio Montenegros musikredaktör Nada Vucinic, TVCG:s musikredaktör Slaven Knezovic och jazzmusikern Milorad Sule Jovović. Den 16 december 2015 meddelade bandet att en fjärde medlem hade anslutit deras grupp: keyboardisten och sångaren Bojan Jovović. Jovović har tidigare representerade Serbien och Montenegro i Eurovision Song Contest 2005 som en del av gruppen No Name, som kom på sjunde plats i tävlingen med låten "Zauvijek moja".

## Under Eurovision
Montenegro deltog i semifinal 1 men kom inte till finalen.